# Jean-Claude Lehmann
Pour les articles homonymes, voir Lehmann.
Jean-Claude Lehmann, né le 24 août 1939 à Paris, est un physicien français.

## Biographie
Après ses études au lycée Janson-de-Sailly à Paris, il entre à l'École normale supérieure en 1959. En 1963, il devient attaché de recherches du CNRS au laboratoire de physique de l'ENS puis, après l'obtention du doctorat ès sciences en 1966, chargé de recherches du CNRS jusqu'en 1969. Il est ensuite nommé maître de conférences à l'Université Paris VI, puis professeur titulaire de physique en 1971. Il est également professeur à l'École supérieure d'optique de 1968 à 1981. En 1981, il devient directeur scientifique du CNRS et directeur du département mathématique et physique de base, puis rejoint en 1989 le Groupe Saint-Gobain comme directeur de la recherche.
Il a effectué tous ses travaux de recherche de 1961 à 1981 au sein du Laboratoire de spectroscopie hertzienne de l’École normale supérieure (aujourd'hui Laboratoire Kastler Brossel).
Il est également président d'honneur de l'Association des anciens élèves, élèves et amis de l'École normale supérieure (A-Ulm), membre du Conseil d'administration de la fondation Hugot du Collège de France, du Comité des Experts de la Fondation d'entreprise Alcen pour la connaissance des énergies et du conseil scientifique de l'Autorité de sureté nucléaire.
Membre fondateur de l'Académie des technologies, il en est le Président en 2003 et 2004.
Depuis 2013 - Membre de la commission Innovation 2030 et du jury international IDEX (Initiatives d'excellence des universités françaises) .

## Distinctions
- Lauréat de l’Académie des sciences (1967 et 1977)
- Chevalier de l'ordre des Palmes académiques (1977)
- Médaille d´argent du Centre national de la recherche scientifique (1978)
- Commandeur de l'ordre national du Mérite (1979)
- Officier de la Légion d'honneur (1986)
- Grande médaille de la Société Française de Métallurgie et de Matériaux (2007)
- Médaille de Aix- Marseille Université (2023)